# Історія Покровська

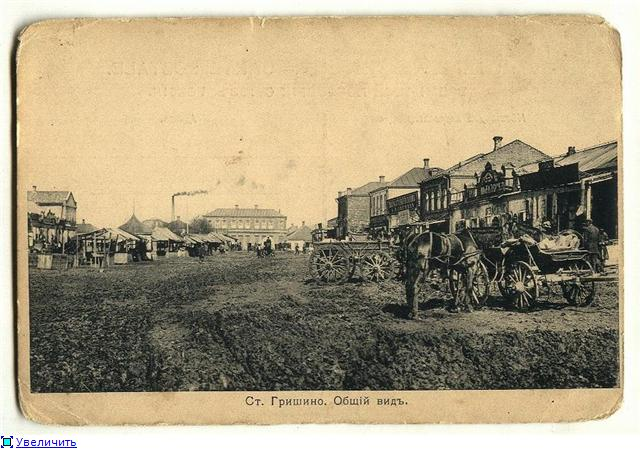

Історія Покровська — історичний розвиток Покровська від часу свого заснування.

## Російська імперія

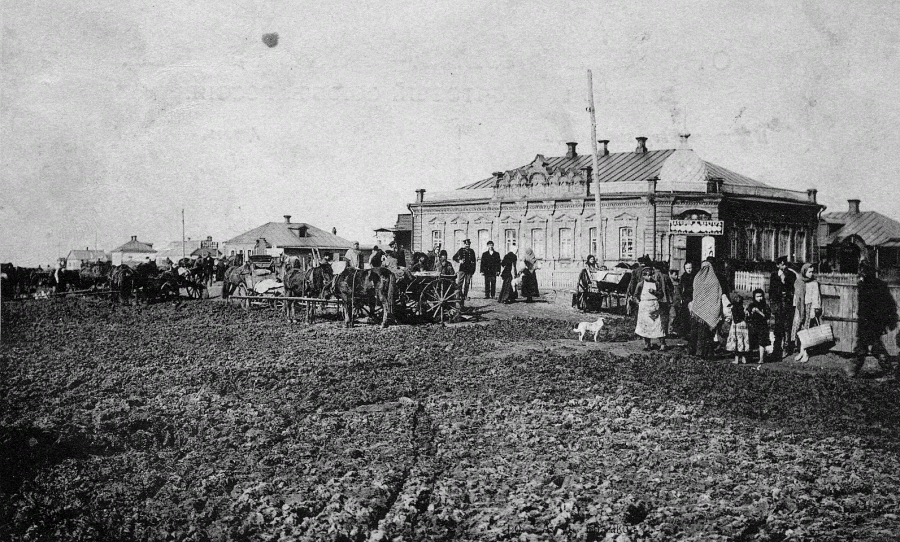
Гришине 1900 рік

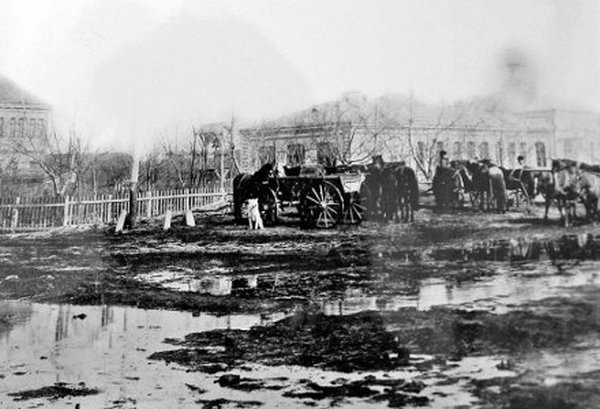

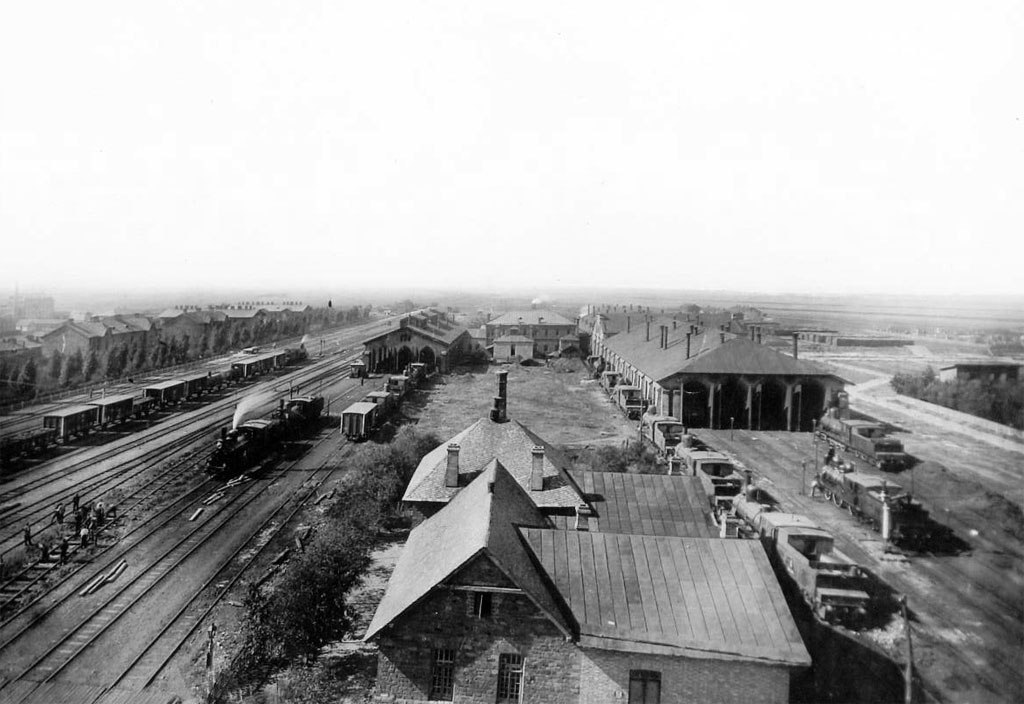

У 1881 році в Гришиному введено в дію одне з основних депо залізниці, в 1883 році — двоповерховий вокзал. 18 травня 1884 року Катерининська залізниця почала діяти, і через Гришине пішли поїзди. У зв'язку із зростанням вантажообороту в 1894—1895 роках на дільниці Демурине — Гришине-Ясинувата було прокладено другу колію, на станції побудували додаткові приймально-відправні і під'їзні шляхи та екіпірувальні споруди, а в 1890 році провели 9-кілометрову водонапірну лінію. На початку XX ст. станція Гришине щороку відправляла до 1 млн пудів хліба і 3 млн пудів кам'яного вугілля. В селищі виникли дрібні підприємства, а навколо нього — численні вугільні рудники. В 1900 році тут діяли слюсарно-токарна майстерня, 3 парові млини, цегельний завод, миловарний завод, олійниця.

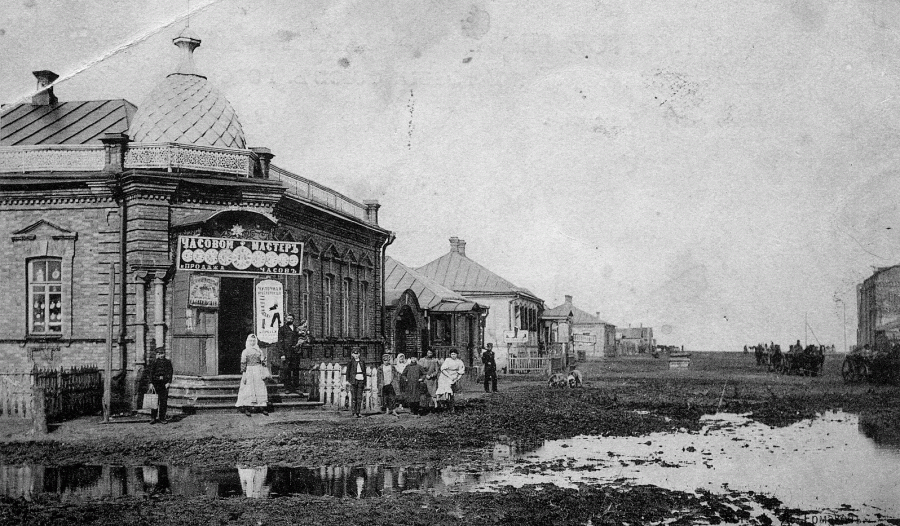

Швидко зростало населення пристанційного селища. На початку XX ст. в ньому проживало близько 2600 чоловік, переважно залізничники та їх сім'ї. Заданими статистики, наприкінці XIX ст. щомісячна заробітна плата робітника колійної служби становила 14 крб. 60 коп. Цих грошей не вистачало, щоб прогодувати сім'ю. Робочий день тривав до 12 годин. Не було охорони праці, що часто призводило до нещасних випадків. Побудовані адміністрацією кілька житлових кам'яних будинків були холодними, вогкими і темними, до того ж вони не могли вмістити всіх робітників станції. Біля депо з'явилися ряди глиняних і дерев'яних халуп та землянок, де селилися сім'ї трудящих. У 1894—1896 pp. на медичну дільницю, куди входили 4 волості Бахмутського повіту (в тому числі і Гришинська), була одна лікарня на 10 ліжок. Обслуговували дільницю лікар і 2 фельдшери. Оскільки для роботи на транспорті потрібні були люди хоча б елементарно грамотні, залізнична адміністрація в 90-х роках XIX ст. відкрила в селищі однокласне (згодом перетворене на двокласне) училище. Однак не всі діти залізничників могли вчитися; через злидні вони змалку змушені були працювати. А для дітей робітників інших підприємств взагалі було закрито шлях до освіти, бо в це училище їх не приймали. Переважна більшість мешканців селища лишалася неписьменною. Лише деякі з робітників були читачами невеличкої бібліотеки, створеної при станції на кошти добровільних пожертвувань службовців залізниці.

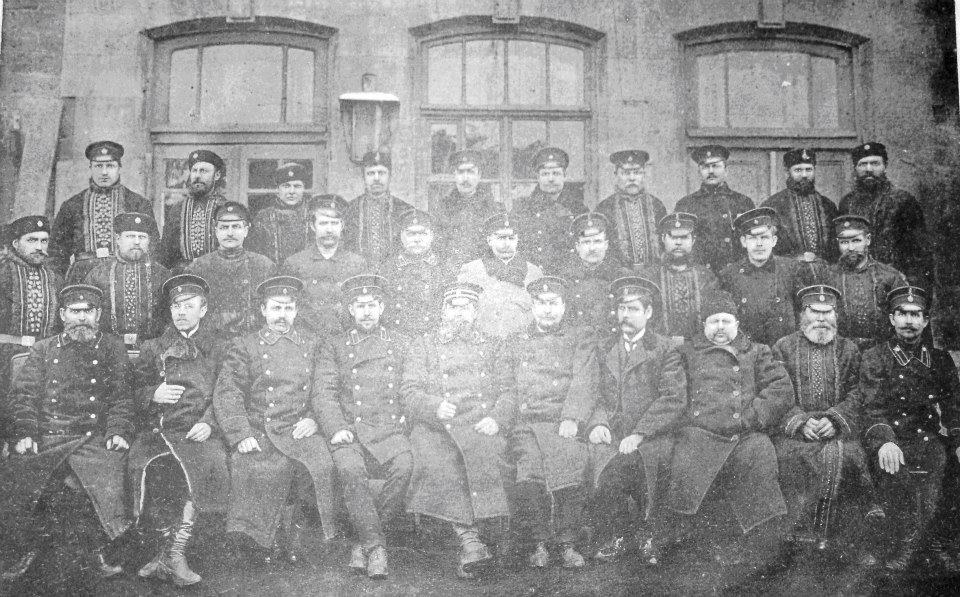

Трудящі селища брали активну участь у революційних подіях 1905—1907 pp.
Під час всеросійського жовтневого політичного страйку гришинські залізничники виступили разом з пролетаріатом усієї Росії. На станції було обрано страйковий комітет. до складу якого ввійшло понад 15 чоловік. Очолив його інженер Поляков. У депо і майстернях поширювалися прокламації. Відбувалися мітинги і збори, на яких трудящі вимагали повалення ненависного самодержавства і встановлення демократичної республіки. Страйк тривав до 20 жовтня 1905 року.
Царський маніфест 17 жовтня 1905 року не пригасив полум'я революційної боротьби. У станційному будинку, в залізничній бібліотеці відбувалися мітинги та збори на яких оратори закликали до повалення царя, до збройної боротьби проти самодержавства. З палкими промовами виступали монтер депо більшовик 3. А. Колосов, його син — слюсар депо Ф. З, Колосов, машиніст М. Ф. Файбишев, учитель залізничного училища П. С. Дейнега та інші. Гришинські соціал-демократи розгорнули роботу й серед селян навколишніх сіл. У середині листопада на станції Гришине під керівництвом більшовиків було здійснено постанову делегатських зборів робітників та сл ужбовців Катерининської залізниці про запровадження явочним шляхом у майстернях та депо 8-годинного робочого дня. 22 листопада 1905 року застрайкували службовці станції. Зупинилися поїзди. Вночі делегати виїхали на станції Чаплине, Роздори й Синельникове, щоб залучити залізничників до політичного страйку. Цей страйк тривав 5 днів.
8 грудня 1905 року в Гришине надійшла телеграма від Катеринославського бойового страйкового комітету про початок загального політичного страйку. В той же день на багатолюдному мітингу залізничників було прийнято рішення негайно приступити до активних дій. З представників робітників і службовців обрали розпорядчий страйковий комітет, який стежив за порядком на етапнії і залізничній дільниці, керував рухом поїздів, обкладав податками буржуазію, конфіскував кошти залізничних кас на допомогу страйкарям, закрив шинки, судив зрадипкін і провокаторів, провадив організаторську і масово-політичну роботу серед населення.
Гришанський страйковий комітет спрямовував також діяльність розпорядчих комітетів інших станцій Катерининської залізниці — Межова, Просяна і Чаплине. 11 грудня він надіслав телеграму Юзівському розпорядчому комітетові, в якій пропонував створити бойові загони і роззброїти поліцію та військові частини. На багатолюдні мітинги, що їх організував комітет на станції, приїздили селяни з навколишніх сіл. Особливо гаряче приймали вони слова промовців-робітників про необхідність передати селянам поміщицькі землі.
Розпорядчий комітет провів велику роботу для озброєння робітників
Створений на станції ще в період всеросійського жовтневого політичного страйку загін самооборони 8 грудня був реорганізований у бойову дружину. Очолили її більшовик 3. А. Колосов та вчитель залізничного училища есер П. С. Дейнега. До дружинників приєдналися селяни навколишніх сіл. Гришинська бойова дружина обеззброювала поліцію, козаків, солдатів не тільки на своїй станції, а й на сусідніх. З 12 грудня Гришинський розпорядчий комітет почав називатись Бойовим страйковим комітетом.
13 грудня, разом з дружинниками станцій Ясинувата, Авдіївка, Дебальцеве та інших, гришинська бойова дружина взяла участь у першому бою з царськими військами в Донбасі, що відбувся на станції Ясинувата. Спільними зусиллями дружинників 12-ту роту 280-го піхотного Балаклавського полку, послану для «втихомирення» повстанців, було роззброєно, а командира її штабс-капітана Карамишева, який чивин опір, убито. Увечері 13 грудня на поїзді, прикрашеному червоними прапорами, дружинники, озброєні відібраними у ворога гвинтівками, повернулися до Гришиного. Переможців зустріли з радістю. Того ж дня катеринославський губернатор дав наказ бахмутському повітовому справникові разом з військами захопити станцію Гришине і заарештувати членів Бойового комітету. Готуючись до дальшої збройної боротьби з царськими військами та поліцією, гришинські дружинники за розпорядженням Бойового страйкового комітету вивчали військову справу, спорудили навколо станції барикади з рейок і шпал, в приміщенні вокзалу обладнали лазарет, закрили вікна мішками з піском. 15 грудня комітет за участю дружинників Авдіївки прийняв рішенім виділити одного командира над усіма загонами і вчинити опір царським військам у разі їх нападу.

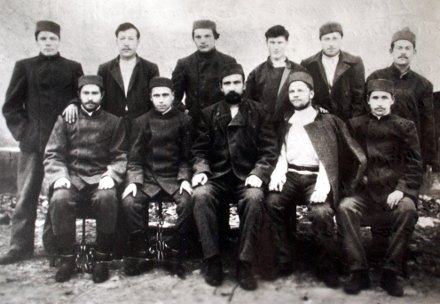
Група Гришинських дружинників — учасників Горлівського збройного повстання — у в'язниці

16 грудня з Горлівки надійшла телеграма Бойового страйкового комітету з проханням про допомогу. На засіданні гришинського комітету і загальних зборах залізничники одностайно вирішили підтримати горлівчан. Проводжати загін зібралось багато робітників і службовців селища. Разом з дружинниками вони співали «Марсельєзу». Диригував хором учитель залізничного училища, згодом відомий український композитор М. Д. Леонтович. Вранці 17 грудня гришинська дружина в складі близько 200 чоловік прибула до Горлівки і приєдналася до повстанців. В бою з царськими військами в Горлівці дружинники виявили відвагу і хоробрість. Але сили були нерівні і повстанці зазнали поразки. У цьому бою загинув один з активних учасників і керівників гришинської дружини, учитель залізничного училища П. С. Дейнега. На смерть поранено було дружинницю Л. В. Доброву.

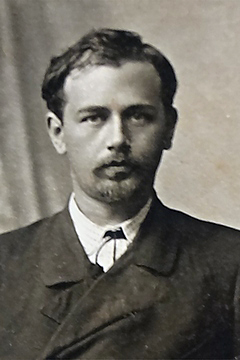

Однак і після поразки горлівського повстання влада в Гришиному ще кілька днів лишалась у руках Бойового страйкового комітету. Лише 21 грудня 1905 року царські війська захопили станцію. Було заарештовано близько 50 чоловік, конфісковано багато зброї, динаміту, революційної літератури. До 1908 року тривали арешти учасників повстання. Тільки на першому процесі судили 50 гришинців. За вироком суду робітника депо П. Л. Бабича і слюсаря В. В. Шмуйловича стратили, а слюсарі Ф. 3. Колосов, Г. Г. Обухов, машиніст М. В. Сурин та інші загинули в тюрмах і на каторзі. Зазнав переслідувань і М. Д. Леонтович.
Після поразки грудневого збройного повстання Гришинська соціал-демократична організація уціліла, хоча чисельно значно зменшилась.
З пожвавленням промислового виробництва, що почалось у 1910 році, в Гришинському вугільному районі виникли інші рудники: Новоекономічний, Гродівський, Західно-Донецький та інші, а в селищі — нові підприємства. Крім раніше діючих, напередодні першої світової війни тут працювали також заводи — чавуноливарний, пивоварний і гамованих вод, відкрилося відділення Петербурзького комерційного банку. Вантажооборот станції в 1913 році становив 182 473 тонни. В цьому ж році почалося спорудження залізничної колії Рутченкове-Гришине з гілками Гришине- Добропілля, Чунишине-Сазонове, Цукуриха-Курахівка загальною протяжністю 127,5 верстви. Через рік було закінчено будівництво залізничної гілки, що з'єднала Новоекономічний рудник з станцією Гришине. Рух на дільниці Гришине — Добропілля розпочався у червні 1916 року, а на дільниці Рутченкове-Гришине в січні 1917 року.
Значно виросло саме селище. В 1913 році в ньому налічувалося 413 дворів з населенням 4465 чоловік (2147 чоловіків і 2318 жінок). Медичну допомогу жителям надавали 2 приватні лікарі; через високу вартість лікування не завжди було доступне для трудящих. У 1915—1916 pp. на інфекційні хвороби в селищі щороку хворіло 840—920 чоловік. З навчальних закладів, крім двокласного залізничного училища, викрили двокласні земську і приватну школи. З 1904 до 1908 року в Гришинському залізничному училищі працював М. Д. Леонтович. Тут він організував перший в Україні хор робітників-залізничників, що налічував 50 чоловік. Хор виступав і на станціях Чаплине, Авдіївка, Кринична, Межова та ін. В його репертуарі були українські та російські народні пісні в обробці самого М. Д. Леонтовича, а також — революційні. На знак протесту проти розгулу чорносотенної реакції Микола Дмитрович відмовився виконувати царський гімн і організував концерт інтернаціональної пісні, включивши у його програму, крім українських, вірменські, польські та німецькі пісні у власній обробці. На честь композитора його ім'ям названо вулицю, а також музичну школу міста. На будинку колишнього залізничного училища, де працював М. Д. Леонтович, встановлено меморіальну дошку.

## Громадянська війна 1917—1922

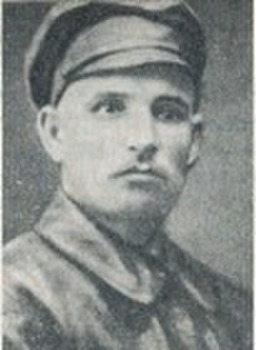
М. В. Боровой

Лютневий переворот в районі відбувся через 3-4 дні після падіння царської влади. Тривожні гудки по копальням та на транспорті були офіційними вісниками організації нової влади. До Революції в районі діяла підпільна організація есерів, які першими і виступили на мітингу в самому місті. Були створені громадські комітети, до складу яких увійшли переважно власники і заможні селяни. До Гришинського міського громадського комітету були обрані: 6 власників, 1 службовець, 3 залізничника, один лікар та два машиніста. Перший склад громадських комітетів району, очолюваних есерами. Більшовицької організації до самої жовтневої революції в місті не було.
6 березня обрано раду робітничих депутатів у ній переважали меншовики та есери. Незабаром при раді була створена селянська сесія.
Так, під час відзначення Першого травня 1917 року, коли робочі Західно-Донецького і двох сусідніх рудників зійшлися на спільний мітинг, де виступили більшовики Е.Медне і А.Беленький, робочі Лисогірського рудника, підтримуючи есерів і меншовиків, стали кричати геть більшовиків і почали розходитися з мітингу. На загальноміському мітингу товариші Мідне та Біленький також спробували виступити, але, трохи непобиті, були арештовані при спробі сховатися, і тільки після переговорів з начальником міліції есером Давидовим їх звільнили.
До часу Жовтневого перевороту становище в місті значно змінилося. Тривала війна, зростаюча дорожнеча життя, відмова промисловців підвищити заробітну плату і розповіді про жахи війни солдатів фронтовиків які повертались з фронту, все це змінило ставлення городян до Тимчасового уряду, есерів і меншовиків.
У дні Жовтневого перевороту в місті було створено Районний військово-революційний комітет на чолі з Козаковим Сидоренко Тараном. Залізничники організували свій транспортний ревком в який входили Шнібель, Кондратенко, Череватенко, І Сурін, Н Боровий. Дещо пізніше промисловці і залізнична адміністрація на Жовтневий переворот відповіла саботажем. Рада організувала робітничий контроль над виробництвом міста, а на транспорті були створений технічні контрольні комісії, в багатьох установах були призначені комісари.
У грудні 1917 р і січні 1918 року була проведена організація Червоної гвардії і роззброєння 3-й кавалерійської дивізії, окремі частини якої перебували в околицях міста, роззброєнням керував С. А. Хилько який діяв за дорученням Центрального військово-революціонного комітету Донбасу. Червона гвардія міста налічувала 1000 осіб за твердженням Воробйова.

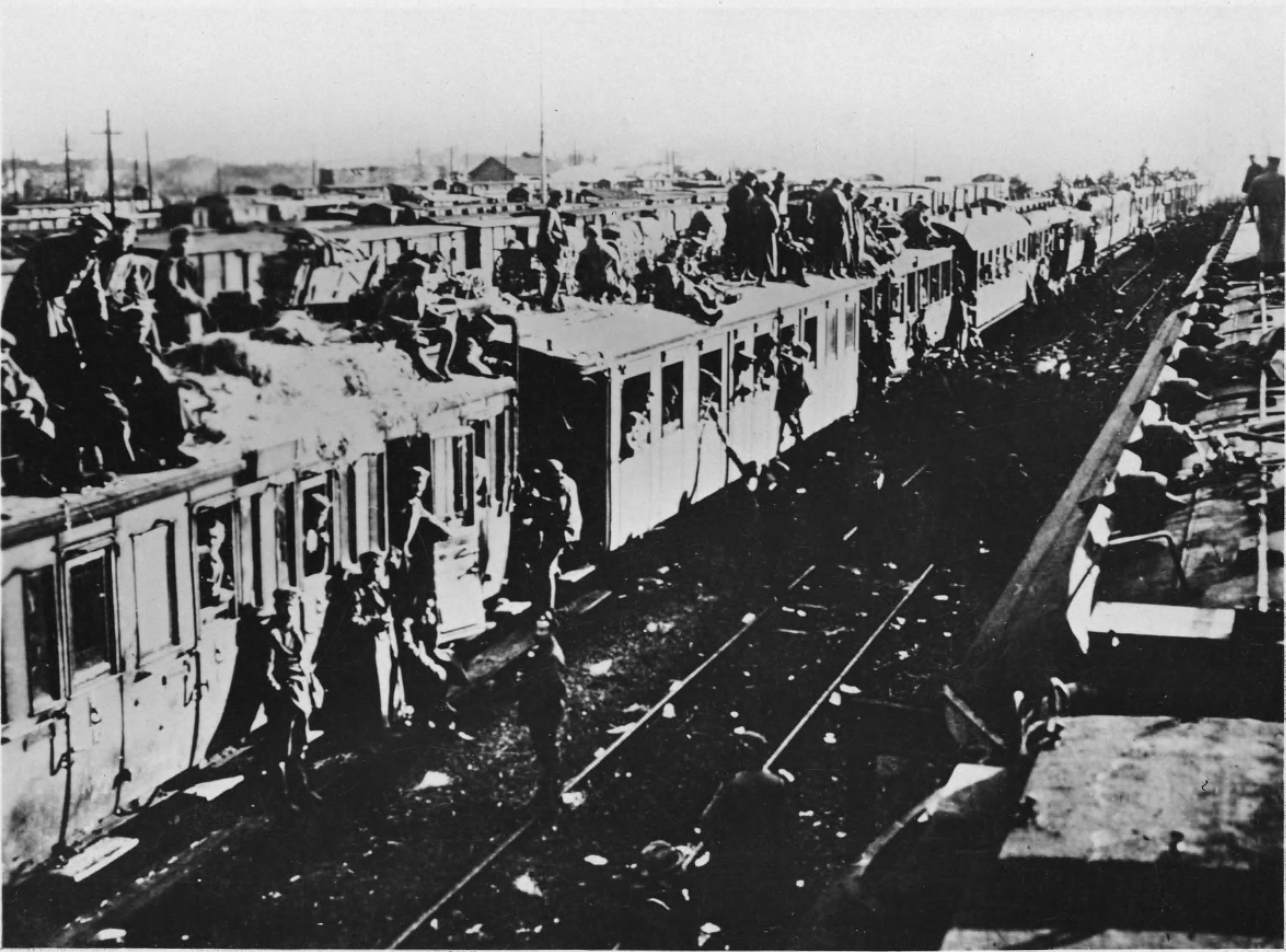
Демобілізація німецької армії, західний фронт, 1918

Навесні 1918 року у зв'язку з наближенням до Донбасу Австро-Німецьких військ і частин Армії УНР місні поміщики й багаті селяни стали вбивати місцевих більшовиків. Для захисту Гришиного від наступаючих частин Австро-Німецької армії, в місті створили нові загони Червоної армії. За розпорядженням ревкому поблизу села Сергіївка за містом Гришине рили окопи. Для проведення цієї роботи ревком мобілізував все населення від 18 до 45 років. Після недовгої престрілки загони Червоної гвардії відступили з міста і 21 квітня місто було зайняте спільними силами Четвертного союзу. У місті була створена Волостная земська управа. Німці з селянських дворів забирали зерно хліб, сало тварин і все це вивозили до Німеччини. Для виконання норм реквізит і прискорення її німці брали заручників. Профспілки гірників і залізничників були заборонені, вони пішли в підпілля. Керівництво профспілковими організаціями взяв на себе Горнотруд. У нелегальних правліннях союзу працювали Яковенко, Печериця, Стебні Казаков. Головна задача була робота з підготовки загального страйку. У серпні 1918 року залізничники Гришиного приєдналися до загального страйку. В Гришине був організований страйковий комітет з Бакакіна, Стрельцова Говора. У день початку страйку робочі транспорту розбіглися по навколишніх хуторах селах полях щоб їх силою не вивели на роботу. Німці та залізнична адміністрація почали застосовувати репресивні заходи: закрили кооператив питну воду, почали виселяти з квартир. Страйковий комітет був заарештований Бакакіна, Шаманова і Стрельцова відправили в Австрію.
У листопаді німці почали спішно евакуюватися. Коли в зв'язку з відходом німців виявилося неминуче падення гетьмана, на ст. Гришине з'явилися невеликі збройні загони петлюровців 10-15 чоловік, які називали себе залізничної охороною. Командири цих загонів заявили що вони є єдиною владою в місті. У середніх числах листопада начальник петлюрівської охорони ", сотник Гудвило, отримав директиву від свого начальства роззброїти Гришинський варту, але, у нього не вистачало для цього сил. Тоді Гудвіл звернувся до більшовиків з проханням допомогти роззброїти варту що і біло зроблено 19 листопада 1918 року. Участь в роззброєнні брали селяни з сіл Криворіжжя, Сергіївки, Святогорівки, і робочі Добропільський рудників. У момент роззброєння був убитий урядник Царевский.
Після роззброєння варти населення міста приступило до виборів ради. Для підтримання рудників районний ревком наклав контрибуцію на куркулів, продовольством, і розподіляли його по рудниковим базам для харчування робітників. Відповіддю на контрибуцію став розвиток повстанського руху в околицях міста. Для боротьби з повстанством в місті були створені загони самооборони які за рішенням Гришинського військового комісаріату всі влилися в регулярну Червону армію. Велика частина загонів влилося в 75-й радянський полк, а частина загонів влилося в махновські частини батьки Правди.
Регулярні червоні частини не могли впоратися з махновських рухом в Гришинський районі, протягом декількох місяців було абсолютне безвладдя і тільки в Гришине була радянська влада. У березні — квітні 1919 р -в Гришинський район на боротьбу з повстанцями надіслані були регулярні частини Червоної армії з броньовиком.
5 травня 1919 року через втечу червоних частин з фронту місто було зайняте Добровольчою армією. В Гришине був створений каральний загін Малиновського, який розстрілював і вішав на теліграфних стовпах робочих і селян.

## УРСР
Переживши першу світову та громадянську війни, розруху, станція Гришине у радянські часи почала нарощувати оберти, вже до 1925 року на повну потужність запрацювали паровозне депо, цегельний завод, 6 шахт Гришинського рудоуправління. Змінилася назва станції — спочатку на Постишеве, а 1938 року разом з присвоєнням статусу міста отримало назву Красноармійськ.

## Німецько-радянська війна
У роки Другої світової війни понад 1 000 жителів були знищені окупантами, 4 788 земляків загинули на фронтах.

## Післявоєнний період
На початку 1970-х років побудовані великий молокозавод, м'ясокомбінат, почалося спорудження шахти «Красноармійська-Західна № 1». Проведено технічне переозброєння залізничного вузла. 1970 року місто було газифіковане.

## Незалежна Україна

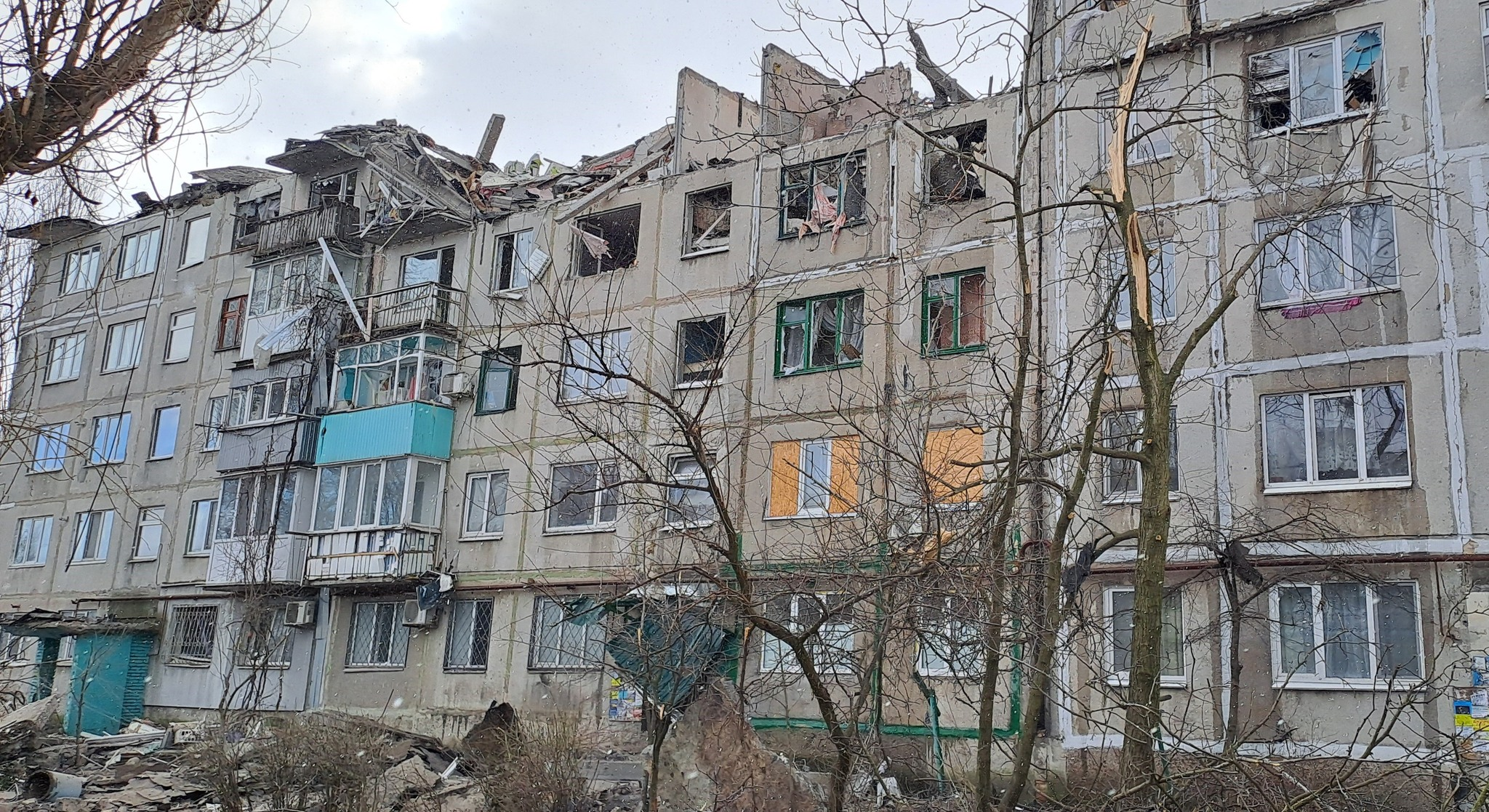
Пошкоджений будинок

12 травня 2016 року постановою Верховної Ради України № 1353-VIII Красноармійськ перейменовано на Покровськ від слова Святої Богородиці.

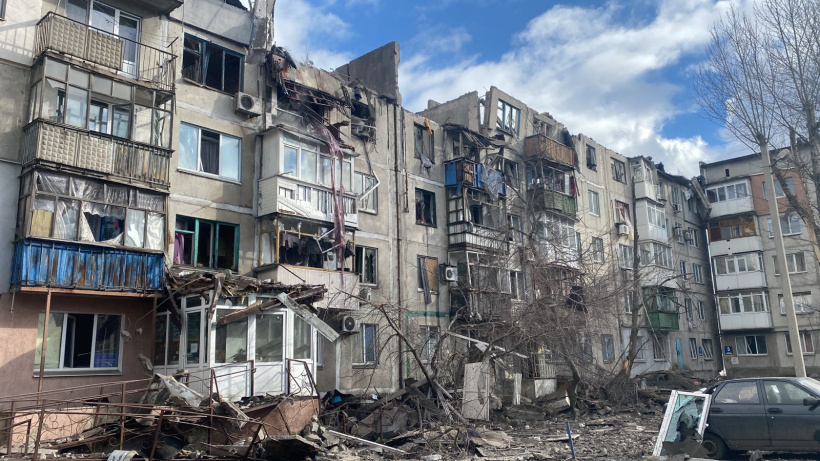
Ракетний удар по місту 15 лютого 2023 року

18 березня 2022 року російські війська обстріляли місто новітніми керованими касетними реактивними снарядами РСЗВ 9К515 «Торнадо-С». Двоє людей загинуло, поранено близько 10 людей. Був перебитий газопровід, пошкодженні автівки, вікна будинків, дошкільного закладу, продуктового магазину. 
7 серпня 2023 року російські війська здійснили ракетний удар по центру міста.
13 жовтня 2023 року, о 08:30, окупанти завдали ракетного удару по центру міста Покровська з ОТРК «Іскандер-М». Внаслідок удару одна людина загинула, 12 постраждалих осіб, частково зруйновано дві адміністративні будівлі.
6 січня 2024 року Покровськ та Рівне (Мирноградської громади) були обстріляні ракетами С-300, внаслідок російської атаки загинуло 11 людей, з них 5 — діти, іще 8 — отримали поранення.
Станом на грудень 2024 року окупаційні війська знаходяться в 2-3 км від околиць міста.
2 січня 2025 росіяни зруйнували синьо-жовту стелу на в’їзді в місто ударом КАБу.

### Загинули у боях за місто
- Петрук Валентин Васильович (1997—2022) — старший солдат Збройних сил України, учасник російсько-української війни, загинув 23 квітня 2022 року в ході російського вторгнення в Україну.